# تیکر (فیلم ۲۰۰۱)
تیکر (به انگلیسی: Ticker) یک فیلم اکشن آمریکایی محصول سال ۲۰۰۱ به کارگردانی آلبرت پایون می‌باشد.

## بازیگران
- تام سایزمور در نقش ری
- استیون سیگال در نقش جانشین فرانک گلس، کارشناس تخریب
- دنیس هاپر در نقش الکس سوان
- ناز در نقش کارآگاه هنر برنج فازی
- آیس-تی در نقش فرمانده تروریستی
- جیمی_پرسلی در نقش کلیر منینگ
- کوین گیج در نقش پوچ
- پیتر گرین در نقش کارآگاه آرتی پلوشینسکی
- رزاندا تامس در نقش لیلی
- مایکل هاسی در نقش ورشبو
- نوربرت وایسر در نقش تفنگدار
- رومانی_مالکو در نقش تی‌جی
- جو اسپانو در نقش کاپتان اسپانو